# Giovan Giacomo Paleari Fratino
Giovan Giacomo Paleari Fratino (Morcote, 1520 – Pamplona, 31 maggio 1586) è stato un ingegnere italiano.
Giovan Giacomo Paleari Fratino, noto come El Fratin o Il Fratino, era un ingegnere militare che servì l'imperatore spagnolo Carlo V e poi suo figlio Filippo II di Spagna. È noto per aver progettato la prima torre del Martello e molte altre fortificazioni.

## Biografia

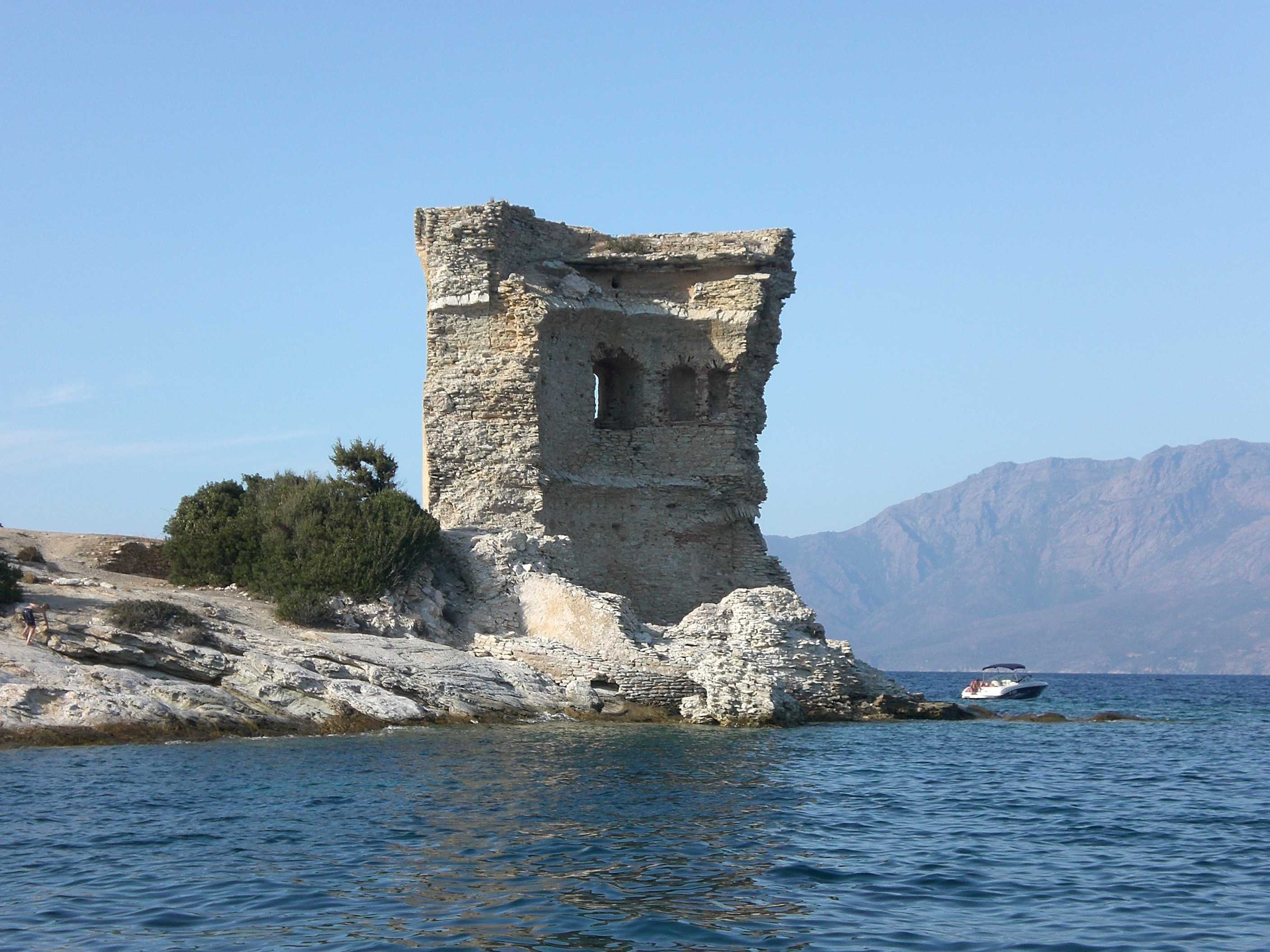
Torra della Mortella, Corsica

Giovan Giacomo Paleari Fratino proveniva dalla famiglia Paleari Fratino di Morcote. Questa città lombarda, vicina a Lugano, era stata a lungo contesa tra Milano e Como. Entrò a far parte della Confederazione Svizzera nel 1517.  Ingegnere militare di professione, i suoi fratelli Bernardino e Giorgio seguirono lo stesso mestiere, così come il figlio di Giorgio Francesco e il nipote Pietro. Giacomo e gli altri membri della sua famiglia progettarono e costruirono fortificazioni in tutto il territorio spagnolo, che a quel tempo includeva anche il Portogallo, parti dell'Italia ed in Nord Africa. 

## Torri di Martello
Durante la guerra d'Italia del 1551–1559, Giovan Fratino inizialmente prestò servizio nell'esercito francese. Dopo essere stato catturato dagli spagnoli nel 1558, si arruolò nell'esercito di Filippo II. Giovan e suo fratello Giorgio furono assegnati al Governatore di Milano, con il compito di rafforzare l'antico Castello Sforzesco. Nel 1563 i suoi servigi furono prestati ai Genovesi, alleati della Spagna, per aiutarli nelle difese della Corsica . Fratino arrivò in Corsica il 29 gennaio 1563, accompagnato dal colonnello Giorgio Doria. Trascorse il resto dell'anno sull'isola, migliorando le difese di Calvi, Ajaccio, Bastia e Bonifacio e stabilendo nuove fortificazioni lungo la costa.  Il 30 dicembre 1563, dopo aver lasciato l'isola, consegnò ai genovesi uno schema e le istruzioni per la costruzione della torre della Mortella, che doveva aiutare a difendere la città di San Fiorenzo proteggendo l'ingresso al golfo. 
La torre fu costruita tra il 1564 e l'ottobre 1565. Le tipiche torri dell'epoca erano quadrate e avevano una caditoia difensiva . Fratino progettò una torre cilindrica a 3 piani con una piattaforma per cannoni sul tetto e senza caditoie, un design innovativo che fu accettato solo dopo una certa resistenza.  La Torra di Mortella in quella che oggi è la Saint-Florent,  fu la prima di quelle che divennero note come Torri di Martello . Tali torri erano tipicamente utilizzate per proteggere un litorale vulnerabile ed erano strutture rotonde alte da 10 a 15 metri (da 33 a 49 piedi), con pareti molto spesse e legate con malta. Il forte avrebbe ospitato l'artiglieria pesante al livello superiore, con alloggi per quindici o venti soldati al piano terra.  Il nome deriva dalla posizione della torre a Mortella sull'isola. Nel 1794 la guarnigione della Torre della Mortella resistette per due giorni a due fregate britanniche con oltre 100 cannoni tra loro. La torre aveva solo un cannone da 6 libbre e due da 18 libbre. Anche se alla fine fu catturato da una forza da sbarco, lo spettacolo fu così impressionante che la Gran Bretagna, e in seguito gli Stati Uniti, ne costruirono copie in tutto il mondo. 

## Gibilterra

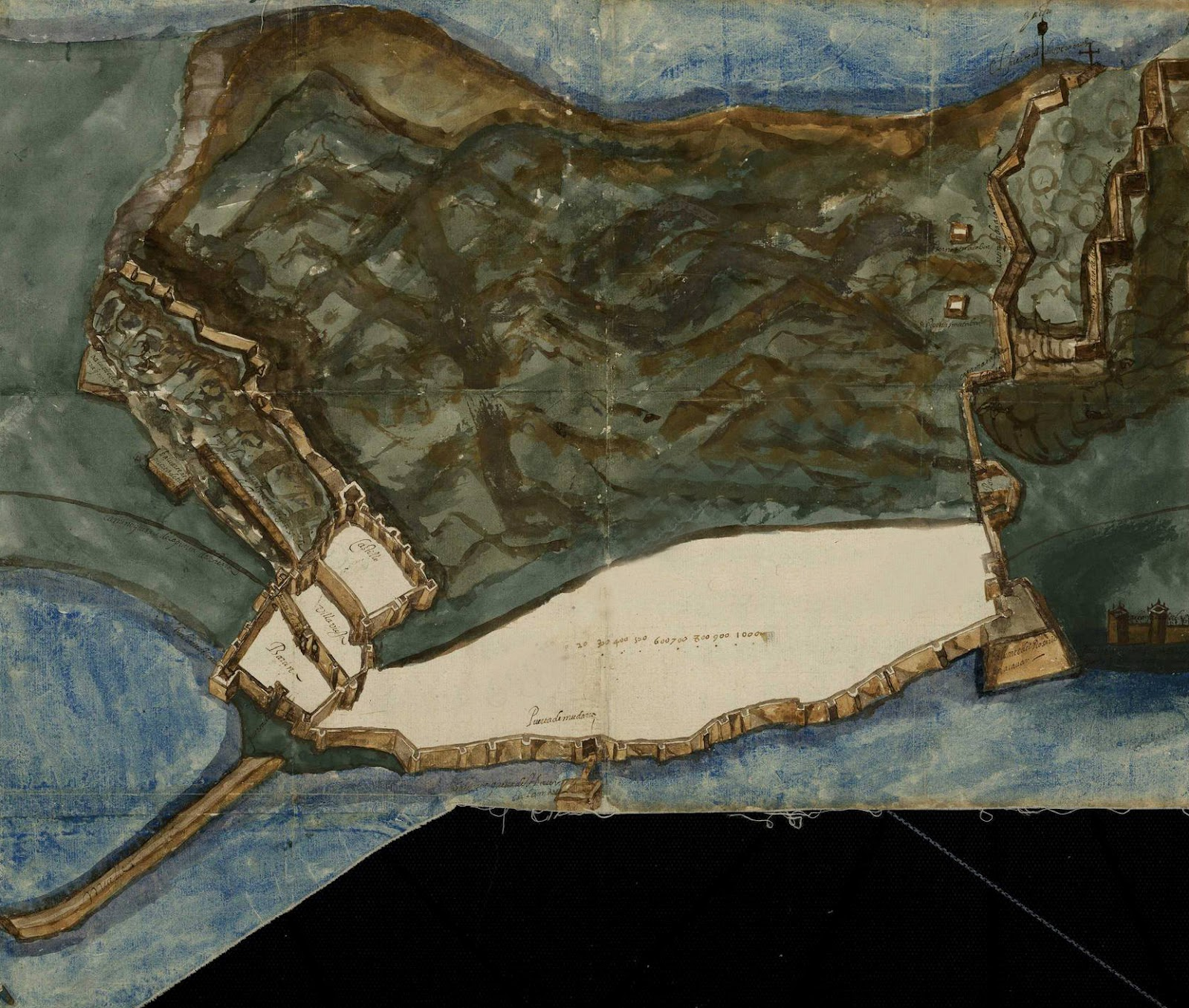
Fortificazioni di Gibilterra nel 1597

A Gibilterra, Carlo V aveva incaricato l'ingegnere Giovanni Battista Calvi di costruire un muro che difendesse Gibilterra dagli assalitori sbarcati sulla punta della penisola a sud. Calvi progettò un muro che correva in linea retta verso est dalla costa per circa 280 metri (920 piedi), terminando ai piedi di un precipizio. Un muro di traverso correrebbe verso sud lungo la cima della scogliera, e poi un muro a zigzag continuerebbe verso est fino alla cresta della Rocca di Gibilterra. Sono iniziati i lavori su queste difese. Filippo II di Spagna succedette a Carlo V nel 1558 e incaricò El Fratino di migliorare le difese. El Fratino decise di abbandonare la traversata e di demolire quanto fatto sulla parete a zigzag. 
Nel frattempo, un muro progettato da El Fratino era stato completato entro il 1575, correndo dritto dal precipizio sopra l'estremità del muro inferiore. Questo muro è solitamente chiamato " Muro Moresco " per un errore su quando fu costruito, o talvolta Muro di Filippo II. I fratelli di El Fratino, Giorgio e Bernardino, potrebbero averlo aiutato in questo lavoro. I piani per il muro di traverso lungo la sommità della scogliera furono abbandonati. El Fratino convertì una torre a nord-est in un bastione, il Bastione di San Paolo, ora Bastione Nord. Ha costruito un piccolo bastione all'angolo sud-ovest del muro di Carlo V, il Bastione Madonna del Rosario.  Questo bastione fu in seguito incorporato nel Bastione Sud, probabilmente da Daniel Specklin. 

## Altre fortificazioni
Malta occupa una posizione strategica nel Mediterraneo. Il sultano ottomano Solimano il Magnifico la attaccò nel maggio 1565. L'isola era tenuta dai cavalieri dell'Ordine di San Giovanni, a cui nel 1530 Carlo V di Spagna aveva dato Malta e il porto di Tripoli sulla costa nordafricana. Se Malta fosse caduta, i possedimenti della Sicilia e del Regno di Napoli di Filippo II sarebbero stati minacciati. L'assedio di Malta, durato quattro mesi, fu revocato nel settembre 1565, ma l'isola fu rovinata. Il Gran Maestro Jean Parisot de la Valette decise di ricostruire, scegliendo l'altura del monte Sciberras come sede della nuova fortezza. L'ingegnere militare Francesco Laparelli fu incaricato di intraprendere la costruzione e la prima pietra della nuova città di La Valletta fu posata nel marzo 1566. Filippo II mandò el Fratino a controllare il progetto delle fortificazioni. Giacomo Bosio ha ricordato il discorso tra el Fratino e Laparelli avvenuto ai primi di aprile del 1566.

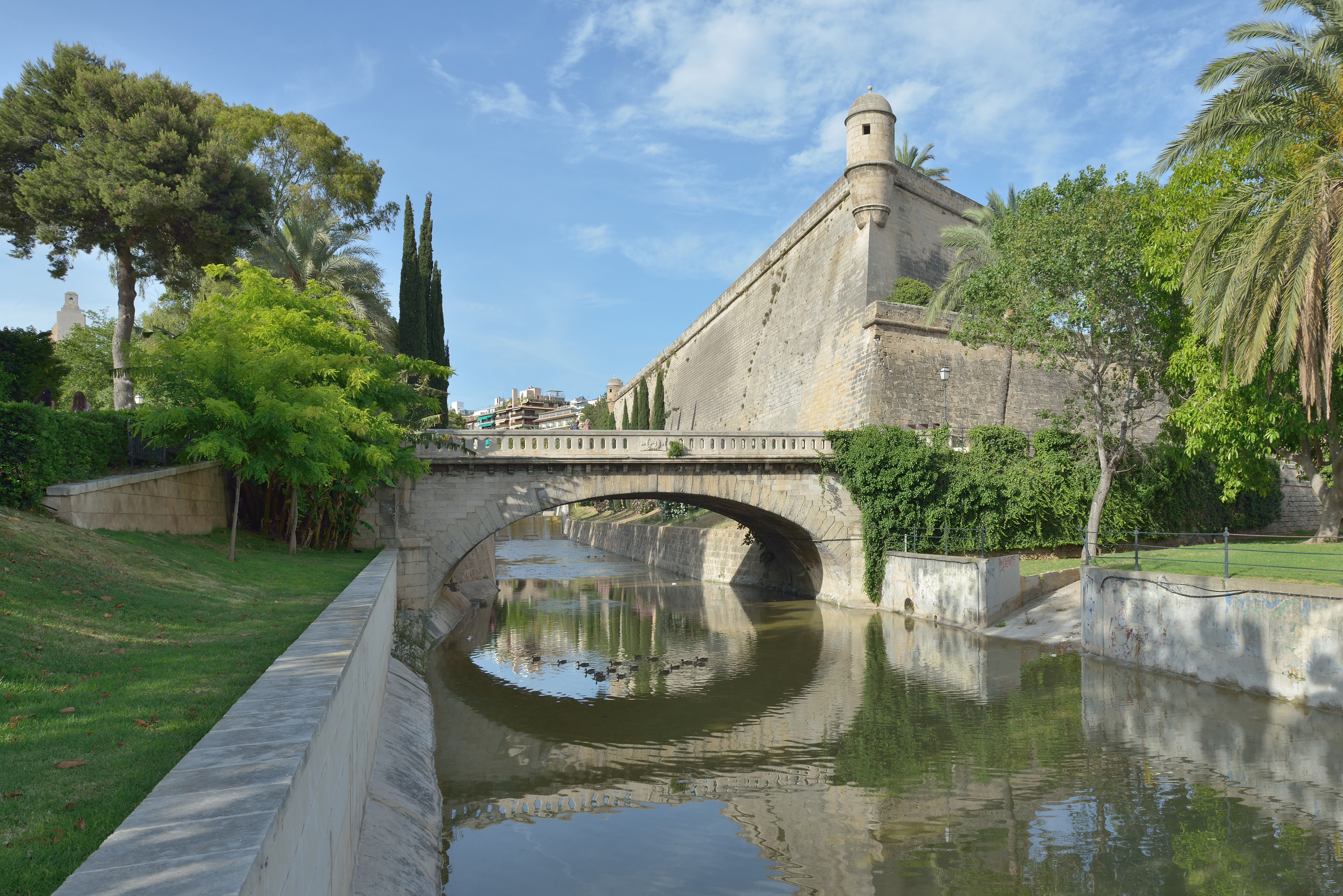
Bastione della cinta muraria di Sant Pere di Paleari a Palma di Maiorca

Il re Filippo II di Spagna costruì le fortificazioni di Pamplona, a partire dal 1569, su progetto di Giacomo Paleari e Vespasiano Gonzaga. La cittadella a sud della città è un pentagono regolare e la città stessa era delimitata da mura che la rendevano quasi un esagono regolare. Paleari e Giovanni Battista Antonelli assistettero anche Vespasiano Gonzaga nella progettazione delle fortificazioni di Cartagena nel 1570. Nel marzo 1571, Il Fratino e Vespasiano Gonzaga furono inviati a ispezionare le difese della frontiera tra Spagna e Navarra. In Portogallo progettò il Forte di São Filipe de Setúbal. In Nord Africa, Il Fratino ristrutturò le difese dei presidi spagnoli, o postazioni militari, a Melilla sulla costa del Marocco e a La Goletta in Tunisia, terminando queste ultime fortificazioni nell'estate del 1573. Nel 1574 visitò Maiorca, ancora considerata vulnerabile all'attacco turco nonostante la sconfitta turca di tre anni prima nella battaglia di Lepanto.